# Hřebečníky (zámek)
Hřebečníky jsou zámek ve stejnojmenné vesnici v okrese Rakovník ve Středočeském kraji. Jeho předchůdcem bývala renesanční tvrz, která byla nejpozději od šestnáctého století centrem drobného šlechtického panství, mezi jehož majitele patřili Týřovší z Ensidle nebo Hrobčičtí z Hrobčic. V roce 1781 František Antonín Nostic-Rieneck starou tvrz přestavěl v barokním slohu. Během druhé poloviny dvacátého století zámecký areál sloužil potřebám jednotného zemědělského družstva. Budovy bývalého zámeckého dvora jsou chráněny jako kulturní památka.

## Historie
První písemná zmínka o tvrzi v Hřebečníkách pochází z roku 1542, ale samotná vesnice je poprvé doložena koncem čtrnáctého století. V letech 1395–1399 patřila Sulkovi z Hřebečník, který roku 1419 zastával úřad krakoveckého purkrabího. Jeho synem byl Jan Týřovský z Hřebečník, který byl jako majitel vsi zmíněn roku 1427, a vesnici vlastnil ještě v roce 1450. Od roku 1457 vesnice patřila Bohuslavu Světeckému z Černčic, který ji v roce 1500 prodal za 400 kop grošů Jindřichovi Týřovskému z Ensidle, a ten v ní založil pivovar.
August Sedláček uvedl posloupnost majitelů odlišně. Podle něj vesnici okolo roku 1530 vlastnil Jan Kaplíř ze Sulevic, od roku 1540 Jiří Válecký z Vřesovic a teprve po roce 1548 Bohuslav Světecký z Černčic, od kterého ji asi v roce 1550 koupil Jindřich Týřovský z Ensidle.
Roku 1542 tvrz zkonfiskoval rakovnický berní úřad, protože Jindřich Týřovský neplatil daně. O deset let později Jindřich žádal Simeona Světeckého z Černčic, aby mu potvrdil vlastnictví tvrze a poplužního dvora v Hřebečníkách s krčmou a pustou vsí Pístným, které koupil od Simeonova děda. O majetek se soudili a spor se protáhl do roku 1556. Jindřich Týřovský mezitím zemřel a jeho syn Jindřich Jakub musel majetek vyplatit. Roku 1602 na tvrzi došlo k souboji, při němž Zdislav Hrobčický z Hrobčic zabil Jindřicha Sekerku ze Sedčic.
Jindřich Jakub Týřovský prodal roku 1609 statek tvořený Hřebečníky s tvrzí a dvorem, Šlovicemi a Novosedly Jiřímu Děpoltovi Černínovi z Chudenic, po jehož smrti statek spravovala vdova Sidonie Černínová, rozená ze Sulevic. Ta panství roku 1616 prodala Václavu Varlichovi z Bubna a na Zvíkovci, který v obavách ze ztráty majetku za účast na stavovském povstání přenechal statek manželce Magdaléně Varlichové z Hochauzu. Od ní Hřebečníky 26. listopadu 1619 koupila Markéta Hrobčická z Roupova na Očihově. Václav sice následujícího roku statek zapsal Kryštofovi Hrobčickému z Hrobčic, ale díky neplatnosti jeho převodu si rodina majetek udržela i po pobělohorských konfiskacích. Královská komora statek sice zabavila a připojila ke Křivoklátu, ale roku 1623 jej vrátila Markétě Hrobčické nebo Jiřímu Kašparovi z Hrobčic.
Podle popisu z roku 1628 se tvrz skládala z patrového obytného stavení, kuchyně s vinným sklepem, dvorem s ratejnami, chlévy, kůlnami, dvěma stodolami a sýpkami. Jiří Kašpar z Hrobčic zemřel roku 1655 a zpustlé Hřebečníky odkázal své manželce Zuzaně z Nostic. Ta s obtížemi spravovala zadlužený statek, který po ní roku 1684 zdědil Heřman Jáchym z Nostic. Po jeho smrti v roce 1694 přešel na vdovu Maxmiliánu Justýnu, rozenou Babkovou z Meziříčka, která byla poručnicí nezletilého syna.
Od roku 1721 vesnice patřila Karlu Ferdinandu Schindlerovi z Hirschfeldu, který žil v Praze a tvrz chátrala. V roce 1726 od něj vesnici koupila Marie Alžběta Vratislavová z Mitrovic, rozená Kinská a provdaná Nosticová. Ani za ní nebyla tvrz obydlena. Roku 1765 vesnici získal František Antonín Nostic-Rieneck, který roku 1785 přestavěl zchátralou tvrz na barokní zámek.
Nosticové Hřebečníky v roce 1874 prodali manželům Vilémovi a Magdaléně Brandejsovým za 200 000 zlatých. Od nich je roku 1879 koupil Josef König a od něj následujícího roku Maximilián Egon Fürstenberg. Ve druhé polovině dvacátého století zámecký areál využívalo místní jednotné zemědělské družstvo. To ve dvoře vybudovalo podzemní nádrže, pumpu, váhu a pásový dopravník.

## Stavební podoba
Jednopatrový zámeček s valbovou střechou býval součástí hospodářského dvora, od něhož jej odděluje novodobá silnice. Trojtraktová budova zámku je v jádru renesanční. V přízemí se nachází vstupní hala se schodištěm, ze tří stran obklopená sedmi místnostmi zaklenutými hřebínkovými klenbami. Interiér prvního patra zahrnoval kapli, ale byl výrazně pozměněn četnými přestavbami. Spolu se zámkem jsou v hospodářském dvoře památkově chráněny také budovy tří chlévů a špýchar.